# إليزابيث ميلن
إليزابيث ميلن (بالإنجليزية: Elizabeth Milne)‏ (11 ديسمبر 1990 بويلينغتون في نيوزيلندا - ) هي لاعبة كرة قدم نيوزلندية في مركز الدفاع. شاركت مع منتخب نيوزيلندا تحت 20 سنة للسيدات لكرة القدم ‏ ومنتخب نيوزيلندا الوطني لكرة القدم للنساء. أما مع النوادي، فقد لعبت مع Adelaide United FC (women) ‏ وOttawa Fury (women) ‏ وGlenfield Rovers ‏ وبرث غلوري إف سي.

## وصلات خارجية
- إليزابيث ميلن على موقع الاتحاد الدولي (مؤرشف)  (الإنجليزية)
- إليزابيث ميلن على موقع قاعدة بيانات كرة القدم.إي يو (الإنجليزية)